# Cimetière de Sainte-Catherine
Le cimetière de Sainte-Catherine est un ancien cimetière qui était situé à la limite Sud du cimetière de Clamart, et dont l'actuel collège Raymond-Queneau situé 66, boulevard Saint-Marcel dans le 5e arrondissement de Paris occupe une partie.

## Situation
Ce cimetière, qui était séparé de la partie sud du cimetière de Clamart par une étroite bande de jardins, occuperait de nos jours un rectangle dont le petit côté toucherait le terrain de l'amphithéâtre d'anatomie des hôpitaux de Paris, dont l'entrée se situe 7 rue du Fer-à-Moulin, la rue de Fer (actuelle rue des Fossés-Saint-Marcel, la rue des Francs-Bourgeois-Saint-Marcel.

## Historique
Après la fermeture du cimetière des Innocents en 1780, les religieuses de l'hôpital Sainte-Catherine, qui était situé à l’angle des nos 33 bis rue des Lombards et 20 de la rue Saint-Denis, inhumaient au cimetière de Clamart les personnes trouvées mortes dans les rues ou dans la Seine.
Le cimetière de Clamart étant appelé à être fermé par suite de son encombrement, les « Catherinettes » achetèrent en mai 1783 trois jardins attenants, d'une superficie totale de 592 toises (2 300 m2 environ). Le cimetière est ouvert et béni le 2 octobre 1783.
Le cimetière est également retenu pour recevoir, en plus, les morts de l'ensemble des paroisses du quartier de la Cité et également des paroisses de Saint-Jacques-la-Boucherie, de Saint-Leu, de Saint-Sauveur, des Saints-Innocents, de Saint-Martin-du-Cloître, de Saint-Hippolyte et de Saint-Louis-en-l'Île.
Le cimetière, qui comprenait une chapelle mortuaire, était entouré d'une mur de 3 m de haut et l'entrée était située rue des Francs-Bourgeois-Saint-Marcel.
Après, la construction du mur des Fermiers Généraux, le cimetière se trouve dans Paris intra-muros, celui-ci passant par le boulevard de l'Hôpital.
À la Révolution, le cimetière devient comme tous les autres propriété de la ville de Paris, qui l'affecte avec le cimetière de Saint-Sulpice aux inhumations de la population de la rive gauche. Il est alors agrandi de l'étroite bande de jardins qui le sépare du cimetière de Clamart, qui est destinée pour l'enterrement des suppliciés.
Le cimetière Sainte-Catherine qui avait reçu depuis son ouverture plus de 4 000 corps par an était complètement rempli à la fin du Premier Empire. Il est fermé le 25 juillet 1824 lors de la mise en service du cimetière du Montparnasse.

## Inhumations
- 1764 : Jean-Charles-Julien Luce de Lancival (1764-1810), poète et dramaturge français.
- 1793 : Carlo Goldoni (1707-1793), dramaturge d'origine vénitienne.
- 1793 : Antoinette Gabrielle Danton (1760-1793), première épouse de Georges Danton[6].
- 1802 : Xavier Bichat (1771-1802), médecin et anatomo-pathologiste français.
- 1804 : Charles Pichegru[7] (1761-1804), général français, conspirateur sous le Consulat.
- 1806 : Clément Belle (1722-1806), peintre d'histoire français.
- 1806 : Nicolas Edme Restif de La Bretonne (1734-1806), écrivain français.
- 1807 : Charles-Axel Guillaumot (1730-1807), architecte français.
- 1807 : Joseph Jérôme Lefrançois de Lalande (1732-1807), astronome français.
- 1807 : Jean-Augustin Renard (1744-1807), architecte français.
- 1811 : Pierre Crouzet (1753-1811), éducateur français.
- 1812 : Charles Devilliers, maître en chirurgie (1739-1812)[8].

### Personnalités suppliciées
- François-Joseph Carbon
- Joseph Lesurques
- Louis Pierre Louvel
- Charles Pichegru
- Pierre Robinault de Saint-Régeant

| - Georges Cadoudal avec onze autres royalistes - Gabriel Louis Marie Burban Malabry dit Barco - Pierre-Jean Cadoudal - Jean-Baptiste Coster de Saint-Victor - Victor Deville - Louis Ducorps - Aimé Joyaut, - Jean Lelan - Guillaume Lemercier - Jean Mérille - Michel Roger dit Loiseau - Louis Picot, | - Général Claude François de Malet et douze complices - Lieutenant Hilaire Beaumont - Joseph Louis de Boccheciampe - Capitaine Pierre Borderieux - Général Victor Fanneau de La Horie - Général Maximin-Joseph Emmanuel Guidal - Sous-lieutenant Louis Joseph Lefèbvre - Capitaine Antoine Piquerel - Colonel Jean François Rabbe - Caporal Jean-Auguste Rateau - Lieutenant Louis Marie Régnier - Colonel Gabriel Soulier - Capitaine Nicolas Josué Steenhouver | - Les quatre sergents de La Rochelle du 45e régiment d'infanterie de ligne : - Jean-François Bories - Jean-Joseph Pommier - Marius-Claude Raoulx - Charles Goubin |